# Edvin Kanka Ćudić
Edvin Kanka Ćudić, bosanski aktivist za človekove pravice, mojster borilnih veščin (aikido, ju jutsu, judo), novinar in politolog, * 31. december 1988, Brčko, SR BIH, Jugoslavija (danes Bosna in Hercegovina).
Znan je kot vodja UDIK-a, organizacije, ki izvaja kampanje za človekove pravice in spravo na območju nekdanje Jugoslavije.